# Pancreatitis canina
La pancreatitis canina es una enfermedad que origina una alteración del páncreas a causa de procesos inflamatorios, tóxicos, infecciosos o traumáticos.

## Descripción
La pancreatitis canina es una enfermedad que origina una alteración del  páncreas a causa de procesos inflamatorios, tóxicos, infecciosos o traumáticos. Ante una determinada agresión, el órgano reacciona produciendo enzimas en exceso (tripsina, lipasa, amilasa, etc) e irritando el peritoneo, el estómago, duodeno e hígado. Este trastorno se produce cuando se rebasan los mecanismos de protección debido a la secreción de enzimas pancreáticas activadas. La peritonitis que genera esta inflamación, produce un gran dolor que de no ser resuelto a tiempo puede llevar al fallecimiento del animal. 

## Tipos de pancreatitis canina
Pueden presentarse dos tipos de pancreatitis en el perro: aguda y crónica. 
- Pancreatitis aguda: La pancreatitis aguda es aquella que se presenta de forma repentina con unos síntomas muy definidos (fiebre, vómitos, deshidratación, dolor abdominal...).

- Pancreatitis crónica: Se desarrolla de una forma más lenta y es de larga duración. Se asocia a cambios de estructuras en el páncreas y reaparece a pesar de haber recibido tratamiento. Sus síntomas no son tan intensos que en el caso de la pancreatitis aguda.

## Causas
La mayoría de los veterinarios coinciden en que en la aparición de la pancreatitis, la nutrición desempeña un papel importante ya que se da con más frecuencia en perros obesos que en perros menos alimentados. Aunque la causa exacta de la pancreatitis se desconoce, se sabe que además de las dietas con un exceso de grasas, las comidas con un alto porcentaje en proteínas también pueden originar este problema, ya que provocan un aumento de la secreción de las enzimas por parte del páncreas.
Por otro lado, aunque este trastorno agudo del páncreas se relaciona a menudo con la ingesta de comidas grasas o poco habituales para el animal (comida para humanos), también puede provenir de problemas renales, enfermedades cardiovasculares, infecciones, tumores o diabetes.

## Signos y síntomas
La pancreatitis canina suele presentarse en perros de mediana o avanzada edad. Su factor de riesgo es sobre todo la obesidad. Sus síntomas se caracterizan por vómitos, pérdida de peso, anorexia, diarrea, depresión o hinchazón del abdomen. 
Diagnóstico
Actualmente no existe un test específico con el que los veterinarios puedan deducir una pancreatitis.Para confirmar el diagnóstico con exactitud se necesita realizar una biopsia de páncreas.

## Tratamiento
En general, lo primero que el veterinario aconseja es detener la ingesta de alimentos y agua de forma completa durante un día con el fin de evitar la secreción de enzimas pancreáticas.
El tratamiento de la pancreatitis canina puede variar en función de la gravedad de la enfermedad. Los episodios aislados se suelen tratar únicamente con la supresión inicial de comidas ricas en grasas, volviéndose después a una dieta de mantenimiento normal. Sin embargo, en los pacientes con indicios de una  enfermedad crónica debe mantenerse indefinidamente una dieta limitada en grasas.